# Kone
För andra betydelser, se Kone (olika betydelser).
Kone Oyj, är ett finländskt verkstadsföretag, som grundades 1910 och som tillverkar, monterar samt underhåller hissar, rulltrappor samt port- och dockningssystem. Kone sysselsätter över 60 000 anställda i 60 länder och har 800 servicekontor. 
Företagets huvudkontor ligger i Kägeludden i Otnäs i Esbo. Kontorsbyggnaden, Kone Building, stod färdig 2001 och byggdes efter ritningar av Antti-Matti Siikala. Byggnaden har 18 våningar och är 73 meter hög. Kone har en testanläggning Tytyri, som ligger i en gruva norr om Esbo. Där testas nya hisstyper i ett 350 meter djupt schakt. Det är världens enda anläggning för att testa hissar i fritt fall. 

## Kone i Sverige
Moderföretaget Kone Oy i Finland startade ett försäljningskontor i Södertälje 1958. Verksamheten omfattade lyftkranar och hissar. 
År 1968 blev Kone Oy delägare i Asea-Graham, som fått sitt namn när hissföretaget Graham Brothers anslöts till Asea-koncernen 1948. Graham Brothers, grundat redan 1860, sålde sin första hiss 1887 och började med rulltrappor år 1935 genom sin leverans av den första svenska rulltrappan till varuhuset EPA i Malmö. År 1974 fick verksamheten namnet Kone Hissar AB när Kone övertog alla aktier i företaget. 
År 2001 fick Kone Hissar AB i Sverige, Kone AS i Norge och Kone A/S i Danmark gemensam organisation. I mars 2003 bytte Kone Hissar AB  namn till Kone AB. År 2010 firade företaget hundra år som hissföretag. Exempel på levererade hissar är de till Katarinahissen och Kaknästornet i Stockholm. År 2011 avvecklade Kone det sista kvarvarande dotterbolaget i Stockholm.